# Айзекс, Сьюзан Сазерленд
Сьюзан Сазерленд Айзекс (англ. Susan Sutherland Isaacs), урождённая Фэрхерст (англ. Fairhurst), также известная как Урсула Вайз (англ. Ursula Wise; 24 мая 1885 — 12 октября 1948) — британский психолог и психоаналитик, специализировавшаяся в области образования и интеллектуального и социального развития детей. Пропагандировала создание детских садов. Айзекс считала, что лучший способ обучения детей — это развитие их независимости и наиболее эффективным способом достижения этого является игра; роль взрослых и воспитателей младшего возраста должна заключаться в том, чтобы направлять игру детей.

## Ранние годы и образование
Айзекс родилась в Тертоне, графство Ланкашир, в семье Уильяма Фэрхерста, журналиста и методистского проповедника, и его жены Мириам Сазерленд. Когда Сьюзан было шесть лет, её мать умерла. Вскоре после этого отец женился на медсестре, которая ухаживала за матерью, из-за чего девочка отдалилась от отца. В возрасте 15 лет отец забрал дочь из средней школы Болтона, поскольку она стала приверженкой атеистического социализма; в течение 2 лет после этого он с дочерью не разговаривал. До 22 лет Сьюзан оставалась дома с мачехой. Она училась ремеслу фотографа, а затем стала гувернанткой в английской семье.
В 1907 году Айзекс поступила в Манчестерский университет, чтобы получить профессию учителя детей младшего возраста (от 5 до 7 лет). Затем Айзекс перешла на курс высшего образования и окончила университет в 1912 году со степенью в философии. Она была удостоена стипендии на обучение в психологической лаборатории Ньюнем-колледжа Кембриджского университета и получила степень магистра в 1913 году.

## Карьера
Айзекс также обучалась психоанализу, её анализировал Джон Карл Флюгель (1884—1955). В 1921 году её приняли в качестве ассоциированного члена в недавно созданное Британское психоаналитическое общество, 1923 году она получила полноправное членство. В том же году Айзекс открыла собственную практику. Позже она прошла краткий анализ у Отто Ранка, а в 1927 году занялась дальнейшим анализом с Джоан Райвери, чтобы получить личный опыт и понимание новых идей Мелани Кляйн о детском психоанализе. Айзекс также занималась популяризацией работ Кляйн и теорий Жана Пиаже и Зигмунда Фрейда. Сначала она с энтузиазмом относилась к теориям Жана Пиаже об интеллектуальном развитии детей младшего возраста, однако позже подвергла критике его схемы в части этапов когнитивного развития, которые не основывались на наблюдении за детьми в естественной среде, в отличие от её собственных наблюдений в школе Малтинг-Хаус.
С 1924 по 1927 год Айзекс руководила экспериментальной школой Малтинг-Хаус в Кембридже, основанной Джеффри Пайком. Школа способствовала индивидуальному развитию детей. Детям была предоставлена большая свобода, воспитание основывалось на поддержке, а не наказании. Учителя считались наблюдателями за детьми, которые рассматривались в качестве исследователей. Работа Айзекс оказала сильное влияние на принципы раннего образования и сделала игру центральной частью в обучении детей. Айзекс твердо верила, что игра — это работа ребёнка.
Между 1929 и 1940 годами Айзекс вела колонку советов в нескольких журналах под псевдонимом Урсула Вайз (с англ. — «Урсула Мудрая»), отвечая на вопросы читателей. В частности, она публиковалась в The Nursery World и Home and School.
В 1933 году Айзекс стала первым руководителем отдела развития ребёнка в Институте образования Лондонского университета, где организовала углубленный курс о развитии ребёнка для учителей детей младшего возраста. Её кафедра оказала сильное влияние на обучение преподавательской профессии и способствовала внедрению в практику психодинамической теории и психологии развития.

## Научные принципы
Айзекс утверждала, что важно развивать у детей умение ясно мыслить и принимать самостоятельные решения. Развитие независимости ребёнка полезно для его развития как личности. Родители рассматривались как основные воспитатели детей, а помощь институций до 7 лет признавалась потенциально травмирующей. Дети учатся лучше всего через игру, которая считалась непрерывной формой эксперимента, в любой момент способного привести к новому шагу в понимании.
Игра рассматривалась как детская работа, а социальное взаимодействие являлось важной частью игры и обучения. Признавались крайне важными эмоциональные потребности детей, символическая и фантазийная игра позволяли освободить чувства ребёнка. Таким образом, роль взрослых сводилась к управлению детскими играми, но в целом детям позволялась свобода исследования. Точка зрения Айзекс нашла отражение в книге Intellectual Growth in Young Children.
Однако Айзекс не поддерживала неконтролируемое самовыражение, скорее, она подчеркивала важность в со стороны родителей контролировать инстинкты ребёнка и предотвращать обращение безудержной энергии во вред себе или другим. Она также была одной из первых, кто рассмотрел и оспорил этапы развития ребёнка, предложенные Жаном Пиаже.
Во время раскола в Британском психоаналитическом обществе Айзекс в 1943 году представила свою позицию, присоединившись к взглядам Кляйн на фантазию. Она утверждала, что «бессознательные фантазии оказывают непрерывное влияние на протяжении всей жизни, как у нормальных, так и у невротических людей», добавляя, что в аналитической ситуации «отношение пациента к аналитику почти полностью связано с бессознательной фантазией». Однако её заявление подверглось критике как своего рода «панъинстинктуализм», чрезмерно упрощающий весь спектр фантазий до чисто инстинктивной цели.

## Личная жизнь
Айзекс читала серию лекций о школьном образовании в Дарлингтонском учебном колледже; по логике в Манчестерском университете; психологии в Лондонском университете. В 1914 году она вышла замуж за Уильяма Бродхерста Брирли, преподавателя ботаники. Год спустя они переехали в Лондон, где Айзекс стала наставником в Ассоциации работников образования, а с 1916 года читала лекции по психологии в Лондонском университете . В 1922 году она развелась с Брирли и вышла замуж за Натана Айзекса (1895—1966), металлурга по образованию, который помогал ей в дальнейшей работе.

## Болезнь и смерть
В 1935 году у Айзекс обнаружили рак, и всю оставшуюся жизнь она боролась с болезнью. Тем не менее, в 1937 году она отправилась в тур по Австралии и Новой Зеландии. После переезда в Кембридж в 1939 году она провела Кембриджское эвакуационное обследование, целью которого было изучение влияния эвакуации на детей. 1948 году ей было присвоено звание командора Ордена Британской империи.
Айзекс умерла от рака 12 октября 1948 года в возрасте 63 лет. Несколько портретов Айзекс находятся в Национальной портретной галерее в Лондоне.

## Избранные публикации
- Introduction to Psychology, Methuen Press, (London, 1921)
- Nursery Years, Routledge, (London, 1929).
- The biological interests of young children, (1929)
- The Intellectual Growth of Young Children, Routledge and Kegan Paul, (London, 1930)
- Behaviour of Young Children, Routledge & Sons (London, 1930)
- The psychological aspects of child development, Evans with the University of London, Institute of Education, (London [1930]) (First published as Section II of the 1935 volume of the Year Book of Education).
- The children we teach: seven to eleven years, University of London, Institute of Education, (London, 1932)
- The Social Development of Young Children: A Study of Beginnings, Routledge and Kegan Paul, (London, 1933).
- Child Guidance. Suggestions for a clinic playroom, Child Guidance Council (London, 1936)
- The Cambridge Evacuation Survey. A wartime study in social welfare and education. Edited by Susan Isaacs with the co-operation of Sibyl Clement Brown & Robert H. Thouless. Written by Georgina Bathurst, Sibyl Clement Brown [and others], etc., Methuen Press (London, 1941).
- Childhood & After. Some essays and clinical studies, Routledge & Kegan Paul (London, 1948).
- Troubles of children and parents, Methuen Press, (London, 1948)
- «The Nature and Function of Phantasy», in Joan Riviere ed., Developments in Psycho-Analysis Hogarth Press (London 1952)

## Личный архив
Коллекция личных документов Айзекс находится в архиве Института образования Лондонского университета, Архиве Британского психоаналитического общества и Архиве Британского и иностранного школьного общества.